# アレックス・アブリネス
アレックス・アブリネス  (Álex Abrines)こと、アレハンドロ・アブリネス・レドンド (Alejandro Abrines Redondo 1993年8月1日 - )は、スペイン・マジョルカ島・パルマ・デ・マジョルカ出身の元バスケットボール選手。現役時代のポジションはシューティングガード。

## 来歴
2010年にリーガACBのアンダルシア州に本拠地を置くCBアクサルキアでプロデビュー。2011-12シーズンをCBマラガでプレーした後、2012年のFCバルセロナに移籍。加入1年目の2012-13シーズンは15試合の出場で平均4得点に終わったが、2013年のNBAドラフトではオクラホマシティ・サンダーから32位で指名された。2013-14シーズンはリーグ優勝を経験。2015-16シーズンはリーグの最優秀若手選手賞にユーロリーグのライジングスター賞を受賞した。
2016年7月18日。オクラホマシティ・サンダーと3年1700万ドルで契約した。その後3年間NBAでプレーし、2019年にバルサに復帰している。
2025年7月22日、現役引退を発表した。

## スペイン代表
2011年のU-18FIBA欧州選手権でスペイン代表を優勝に導き、大会MVPに選出。翌2012年のU-20欧州選手権でも準優勝を経験した。